# AGCO Power

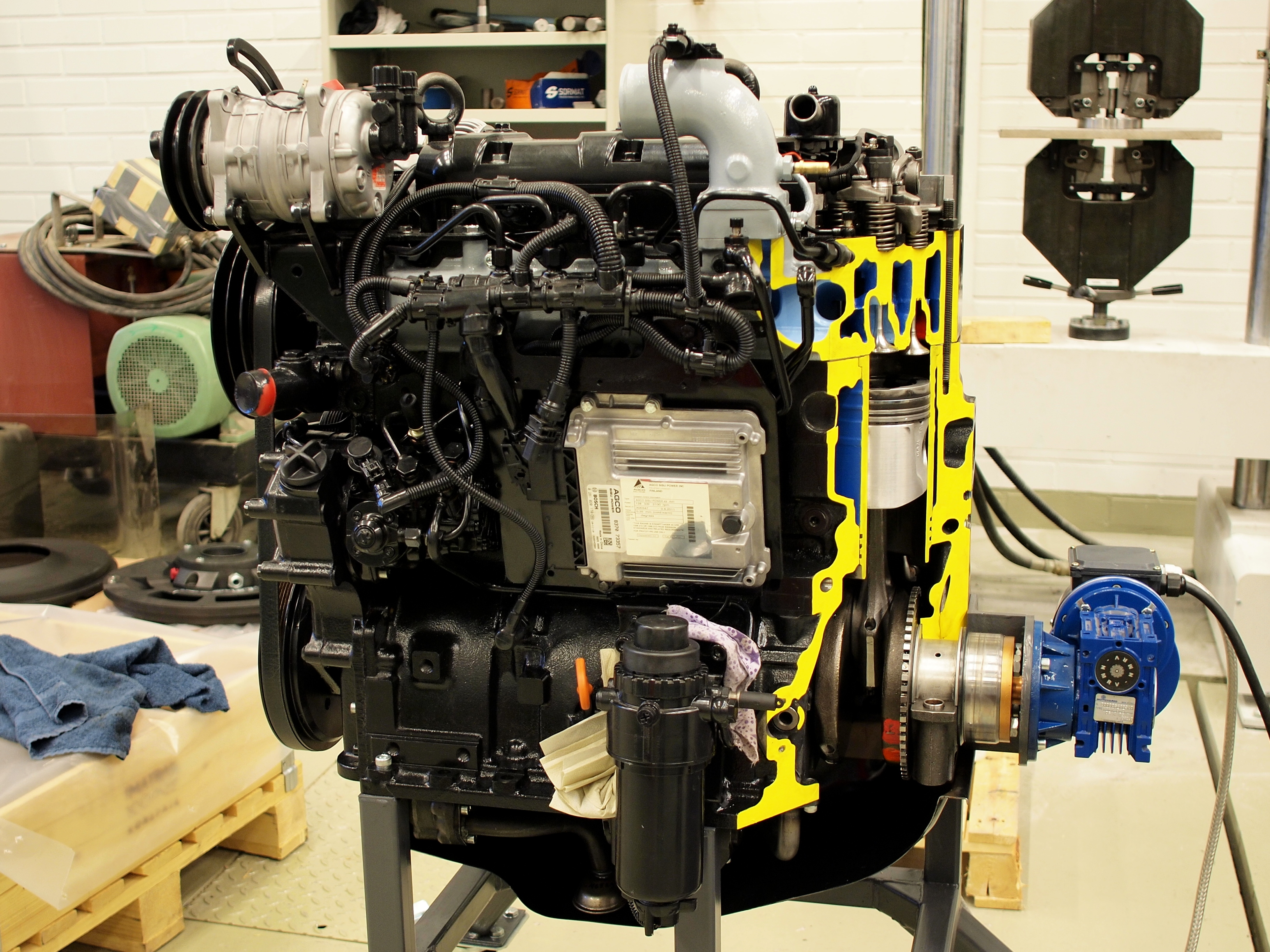
Silnik AGCO Power 49 AWI

AGCO Power – fiński producent silników Diesla z siedzibą w Linnavuori

## Historia
- 1942 r. - rozpoczęto budowę drugiej fińska fabryka silników lotniczych w Linnavuori[1]
- 1944 r. - rozpoczęto produkcję w częściowo wykończonych halach
- 1946 r. - rozpoczęto produkcję silników Diesla typu 440 i 648 własnej konstrukcji.
- 1951 r. - rozpoczęto seryjną produkcję silnika Diesla do ciągnika rolniczego Valmet 15.
- 1957 r. - rozpoczęcie produkcji silnika Valmet 309 do ciągnika rolniczego Valmet 33 D[2]
- 1963 r. - do produkcji trafia pierwszy 4-cylindrowy silnik Valmet 411 A do nowego dużego ciągnika Valmet 80 in (nazwanego później Valmet 864)[3]
- 1967 r. - firma Sampo rozpoczęła montaż silników Valmet w swoich kombajnach zbożowych Sampo. 10[4]
- 1969 r. - pierwsza turbodoładowana wersja silnika 411 AS trafia do produkcji i znajduje zastosowanie w ciągniku rolniczym Valmet 1100 o mocy 115 KM wg SAE i ciężarówce Sisu K-138 BIT o mocy 125 KM wg SAE
- 1974 r. - wyprodukowano 50.000 silnik, Dronningborg Maskinfabrik rozpoczął montaż silników Valmet w swoich kombajnach zbożowych.
- 1986 r. - podpisano umowę z austriackim Steyr-Daimler-Puch AG na wspólne skonstruowanie silników Diesla nowej generacji i wspólną produkcję przez fabryki w Nokia i w Steyr, lecz ostatecznie Steyr wycofał się z własnej produkcji.
- 1993 r. - firma Massey Ferguson rozpoczęła montaż silników Valmet w swoim ciągniku rolniczym MF 3680[5]
- 1993 r. - Steyr Landmaschinentechnik rozpoczął montaż silników Valmet w swoich ciągnikach[6]
- 1994 r. - Valmet Diesel staje się częścią Sisu. Roczna produkcja pierwszy raz w historii przekracza 10.000 silników. W grudniu zmontowano pierwszy silnik Valmet w Mogi das Cruzes w Brazylii.
- 1995 r. - z końcem roku Valmet Diesel zmienia nazwę na SisuDiesel.
- 1999 r. - na listopadowych targach Agritechnica w Hannover zostaje zaprezentowany 6-cylindrowy 8,4 litrowy silnik.
- 2004 r. - AGCO staje się właścicielem SisuDiesel.
- 2007 r. - uruchomiono produkcję 7-cylindrowego silnika[7]
- 2008 r. - zmiana nazwy firmy na AGCO Sisu Power[8]
- 2012 r. - firma zmienia nazwę na AGCO Power Inc., rozpoczęcie produkcji silników w Changzhou w Chinach.